# Gangsta.
Gangsta. (яп. ギャングスタ Гянгусута, Gangsta.) — японская манга, придуманная и нарисованная Kohske. Была опубликована японским издательством «Синтёся»
в журнале Monthly Comic @BUNCH. На её основе были выпущены анимационный сериал, радиопостановка и новелла.

## Сюжет
Все вращается вокруг двух наемных рабочих, которые берутся как за работу обычных людей, так и за работу полиции, с которой никто другой не может справиться. Эти двое, которых зовут Уоррик Арканджело и Николас Браун, работают в городе Эргастулуме, который полон мафии, хулиганов, проституток и грязных копов.

## Персонажи

### Главные персонажи
Уоррик Арканджело
Сэйю: Дзюнъити Сувабэ, Аюму Мурасэ (юный)
Уоррик Арканджело (яп. ウォリック・アルカンジェロ Уорикку Аруканджеро)(прежде Уоллес Арканждело) — напарник Ника. С тринадцати лет работает жиголо и считает, что это его основная работа. Николас работает личным телохранителем Уоррика. Ник убил семью Уоррика двадцать два года назад в психотической ярости, будучи свидетелем того, как отец Уоррика потушил сигарету об левый глаз своего сына, на котором теперь он носит повязку. У него развита гипертимезия. Также он носит с собой пистолет M1911.
Николас Браун
Сэйю: Кэндзиро Цуда, Ханаэ Нацуки, (юный)
Николас Браун (яп. ニコラス・ブラウン Никорасу Бураун), или Ник, является «Сумерком», обретшим сверхчеловеческие способности из-за употребления наркотика Целебра. Ник — это результат того, что бывший наемник West Gate Гастон Браун переспал с проституткой-Сумерком. Гастон напоил проститутку с целью избежать найма в Меченых наемников, и убил женщину после рождения Ника. Гастон плохо обращался с Ником, так как видел в нем только монстра. Он глухой, и общается преимущественно на жестовом языке, но имеет исключительно сильное зрение и владеет навыками чтения по губам. Будучи ребенком-наемником, он был нанят семьей Арканджело, чтобы стать телохранителем Уоррика. Как и все Сумерки, он идентифицируется жетоном который он носит. С его естественными способностями, его уровень B/5, но после передозировки целебры уровень становится A/0.
Алекс Бенедетто
Сэйю: Мамико Ното
Алекс Бенедетто (яп. アレックス・ベネデット Арэккусу Бэнэдэтто), или Ал, — бывшая проститутка. Она присоединилась к Уоррику и Нику после того, как они и полиция устранили банду на которую она работала, и Уоррик решает пощадить её жизнь. Ранее Алекс была под контролем Барри Аббота, который подозревается в накачивании её наркотиками, чтобы сделать её более покорной. Она учит жестовый язык, чтобы лучше общаться с Ником, и несколько раз утешала Уоррика, когда тот мучился от ночных кошмаров. Она спокойна, заботлива и не боится насилия. Она раскрылась как талантливая певица и иногда работает у семьи Криштиану в этой роли. У Алекс есть младший брат Эмилио, которого она поддерживала, работая.

### Второстепенные персонажи
Доктор Тео
Сэйю: Сатоси Миками
Доктор Тео (яп. テオ Тэо) — доктор, который поставляет Нику и другим Сумеркам Целебру и другие лекарства. Он руководит небольшой клиникой в Округе 7 и пытается оставаться нейтральным между соперничающими бандами. У него нет двух пальцев на левой руке. Доктор Тео добрый человек, кроме тех моментов, когда Нине или его клинике что-то угрожает.
Нина
Сэйю: Аой Юки
Нина (яп. ニナ) — медсестра, работающая в клинике Доктора Тео. Близкая подруга Уоррика и Ника.
Чад Адкинс
Сэйю: Тэцуо Канао
Чад Адкинс (яп. チャド・アトキンス Тядо Атокинсу) — офицер полиции в Эргастулуме. Он нанимает Ника и Уоррика для выполнения работы в полиции. Ему часто приходится убирать беспорядок за ними.
Даниель Монро
Сэйю: Кацухиса Хоки
Даниель Монро (яп. ダニエル・モンロー Даниэру Монро:) — босс мафии и глава одной из трех главных банд в Эргастулуме. Бывший работодатель Ника.
Делико
Сэйю: Томохиса Хасидзумэ
Делико (яп. デリコ Дэрико) — имеет уровень D/0 Сумерка и работает на семью Монро.
Лоретта Криштиану Амодио
Сэйю: Кана Уэда
Лоретта Криштиану Амодио (яп. ロレッタ・クリスティアーノ・アモディオ Рорэтта Курисутиа:но Амодио) — четырнадцатилетняя дочь бывшего босса и нынешнего лидера семьи Криштиану. Она использует ресурсы своей семьи, чтобы помочь в нужде Сумеркам. Её соратники и защитники — Марко Адриано и Галахад Воер (Сумрак, имеет сверхчеловеческую силу.)
Джина Паулкли
Сэйю: Ёсико Сакакибара
Джина Паулкли (яп. ジーナ・パウルクレイ Дзи:на Паурукурэи) является Сумерком и главой гильдии Паулкли, которая принимает Сумерков изгоев и нанимает их. Джина твердо верит в три закона, которые регулируют Сумерков, основанные на трех законах робототехники Азимова: никакие действия не могут быть приняты в отношении «нормальных», повиноваться своему хозяину, защищать себя. Она выше, чем Ник, что очень его напрягает.
Джинжер
Сэйю: Микако Комацу
Джинжер (яп. ジンジャー Дзиндзя:) — одна из высокоранговых Сумерек и является членом гильдии Паулкли. Есть вероятность,что она любовница Джины Паулкли. Её уровень S/5.
Дуг
Сэйю: Хироюки Ёсино
Дуг (яп. ダグ Дагу) — один из Сумерек уровня A/0. Он работал в гильдии Паулкли и был соседом по комнате с Галахадом Воером.
Джоэл Раво
Сэйю: Масако Исобэ
Джоэл Раво (яп. ヨエル・ラヴォー Ёэру Раво:) — старая женщина, которая работает в магазине в Эргастулуме. Часто является клиентом Ника и Уоррика.
Уран Корсика
Сэйю: Хидеюки Умэдзу
Уран Корсика (яп. ウラノス・コルシカ Ураносу Корусика) — глава семьи Корсика. Имеет большой шрам на лбу. Имеет большую неприязнь к Сумеркам.
Констанс Раво
Сэйю: Ами Косимидзу
Констанс Раво (яп. コンスタンス・ラヴォー Консутансу Раво:) — владелица оружейного магазина. В хороших отношениях с Ником и Уорриком.

## Манга
Была написана и проиллюстрирована Kohske, впервые выпущена в 2011 году в журнале Monthly Comic @ Bunch японского издательства «Синтёся». Это первая манга автора, дебютировавшая в 2009 году в журнале Shōnen Gangan.

### Список томов
Вся серия была собрана в 8 танкобонах.
| № | Дата публикации   | ISBN                   |
| - | ----------------- | ---------------------- |
| 1 | 8 июля 2011 г.    | ISBN 978-4-10-771625-5 |
| 2 | 7 января 2012 г.  | ISBN 978-4-10-771646-0 |
| 3 | 9 июля 2012 г.    | ISBN 978-4-10-771667-5 |
| 4 | 9 февраля 2013 г. | ISBN 978-4-10-771694-1 |
| 5 | 9 октября 2013 г. | ISBN 978-4-10-771719-1 |
| 6 | 9 июля 2014 г.    | ISBN 978-4-10-771754-2 |
| 7 | 9 июля 2015 г.    | ISBN 978-4-10-771826-6 |
| 8 | 9 мая 2018 г.     | ISBN 978-4-10-772081-8 |

## Аниме
Аниме адаптация была объявлена на обложке шестого тома манги в Японии. Позже это было подтверждено в официальном Twitter аккаунте аниме. Также стало известно, что адаптацией займется студия Manglobe, Gangsta стал их последним аниме-сериалом до банкротства.
Трансляция началась в Японии 1 июля 2015 года. Аниме транслировалось на японских телеканалах Asahi Broadcasting Corporation (ABC), Tokyo MX, TV Aichi и BS11.

## Ранобэ
Ранобэ, написанное Дзюнъити Кавабатой, было выпущено 1 августа 2015 года.